# Rhionaeschna jalapensis
Rhionaeschna jalapensis är en trollsländeart som först beskrevs av Williamson 1908.  Rhionaeschna jalapensis ingår i släktet Rhionaeschna och familjen mosaiktrollsländor. Inga underarter finns listade i Catalogue of Life.